# Comuna Luxemburg, Tarutino
Luxemburg (în ucraineană Перемога, transliterat: Peremoha) este o comună în raionul Tarutino, regiunea Odesa, Ucraina, formată din satele Cogălniceanu, Cuza Vodă și Luxemburg (reședința).

## Demografie
Componența lingvistică a comunei Luxemburg
     Bulgară (83,01%)
     Ucraineană (5,76%)
     Rusă (5,57%)
     Română (2,69%)
     Alte limbi (0,2%)
Conform recensământului din 2001, majoritatea populației comunei Luxemburg era vorbitoare de bulgară (83,01%), existând în minoritate și vorbitori de ucraineană (5,76%), rusă (5,57%), română (2,69%) și găgăuză (2,4%).